# معركة فيسبي
معركة فيسبي حدثت في عام 1361 بالقرب من مدينة فيسبي في جزيرة غوتلاند بين قوات الملك الدنماركي وبلاد الجوتنيش حيث إنتصر فيها القوات الدنماركية.

## خلفية
في 22 يوليو 1361، أرسل فلاديمير الرابع ملك الدنمارك (فالديمار أترداغ) جيشًا إلى الشاطئ على ساحل جوتلاند الغربي. دفع الجوتيين سكان جزيرة الغوتلاند الضرائب إلى ملك السويد، على الرغم من أن عدد سكان فيسبي متنوعة وشملت شعب الروثينيه النسب، الدانماركيين والألمان. في عام 1280، انضمت مدينة فيسبي إلى تحالف مدينة وينديش إلى جانب ريغا ولوبيك وتالين وغيرها من المراكز السكانية الكبيرة من شمال أوروبا، مما زاد من فصل فيسبي عن ريف جوتنيش. اشتداد العداء بين سكان المدينة والدولة الغوتيكية. هزم الأخير في معركة عام 1288، على الرغم من مساعدة فرسان من إستونيا.

## القوات
من غير المعروف الذي قاد الجيش الجوتنيش. ومع ذلك، ربما كان من أحد النبلاء مع قليل من الخبرة العسكرية. تألف الجيش الدنماركي بشكل أساسي من القوات الدنماركية والألمانية، والعديد من المرتزقة من ساحل بحر البلطيق في ألمانيا، مع خبرة حديثة في مختلف الخلافات والحروب بين الدولتين الألمانية والإسكندنافية. كان هؤلاء الرجال يلبسون ما كان يُعرف بالدروع الانتقالية، حيث توجد ألواح من الحديد أو الصلب فوق المناطق الحيوية والمفاصل فوق مجموعة كاملة من البريد التسلسلي. وكان يقودهم فلاديمير الرابع ملك الدنمارك. ضدهم كان جيش من Gutes، وخاصة freemen والنبلاء الصغار. يبدو أن رجال الأعمال العاديين كانوا يرتدون حماية محدودة ولكن لا تزال فعالة، مع وجود العديد من الهياكل العظمية التي تم التنقيب عليها مرتديًا قميصًا على شكل سلسلة أو طبقة من اللوحات لحماية الجذع. قد يكون بعض المحاربين قد ارتدوا لعبة Gambeson مبطنة أو سترة جلدية أو معطفًا، على الرغم من أن هؤلاء لم يكونوا قد نجوا من التحلل في الأرض بعد المعركة. على نحو غير عادي، يبدو أن الكثيرين لم يتمتعوا بحماية لرأسهم، حيث كان العديد من الجماجم لا يرتدون سوى علبة بريد للحماية، على الرغم من أنه قد يتم تجريد أي خوذات من الجثث بعد المعركة. وقد تم اكتشاف عدد قليل جدا من الأسلحة، ولكن من المرجح أن كلا الجانبين استخدمت جولة وسخان من نوع الدروع والرماح والفؤوس والمناجل القاطعة، الحراب والفؤوس الحربية. للقتال الوثيق، كان لدى كلا الجانبين سيوف وفؤوس ضوئية ومطارق حربية وأسوار.

## معركة

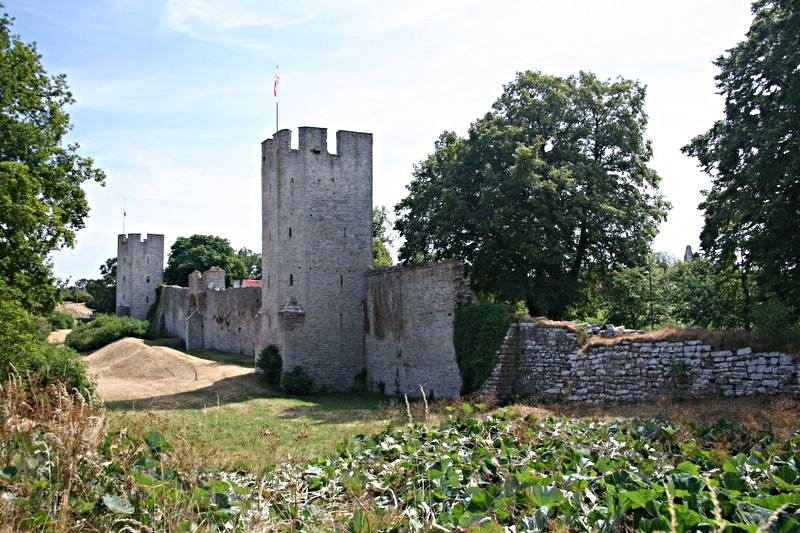
صورة لجدار مدينة فيسبي ، بالقرب من البوابة الشمالية. خاضت المعركة الرئيسية على بعد 300 متر من تحصينات المدينة.

تحركت القوات الدنماركية نحو فيسبي. في اليوم الأول من الغزو، خاضت مناوشات ثانوية على أرض من المستنقعات بين المزارعين والجيش. في اليوم التالي، قُتل ما بين 800 إلى 1000 مزارع بعد تجمعهم للمعركة في مستربي بالقرب من فيجل مير.
في 27 يوليو، هاجمت قوات الفلاحين الغوتيين قوات الدنماركيين خارج أسوار المدينة وهُزموا، مع عدد قتلى ب 1800 الفلاحون والفلاحين. الخسائر الدنماركية لا تزال مجهولة. تم العثور على اثنين فقط من العناصر التي يمكن ربطها بالجنود الدنماركيين، بما في ذلك درع مزخرف ومزخرف ينتمي إلى أحد أفراد عائلة روردا من فريزلاند. يمكن مقارنة الإصابات بالضحايا الذين عانوا الفرنسيين في معركة بواتييه في عام 1356 وسيُعتبرون مرتفعين وفقًا لمعايير العصور الوسطى.

## ما بعد الكارثة

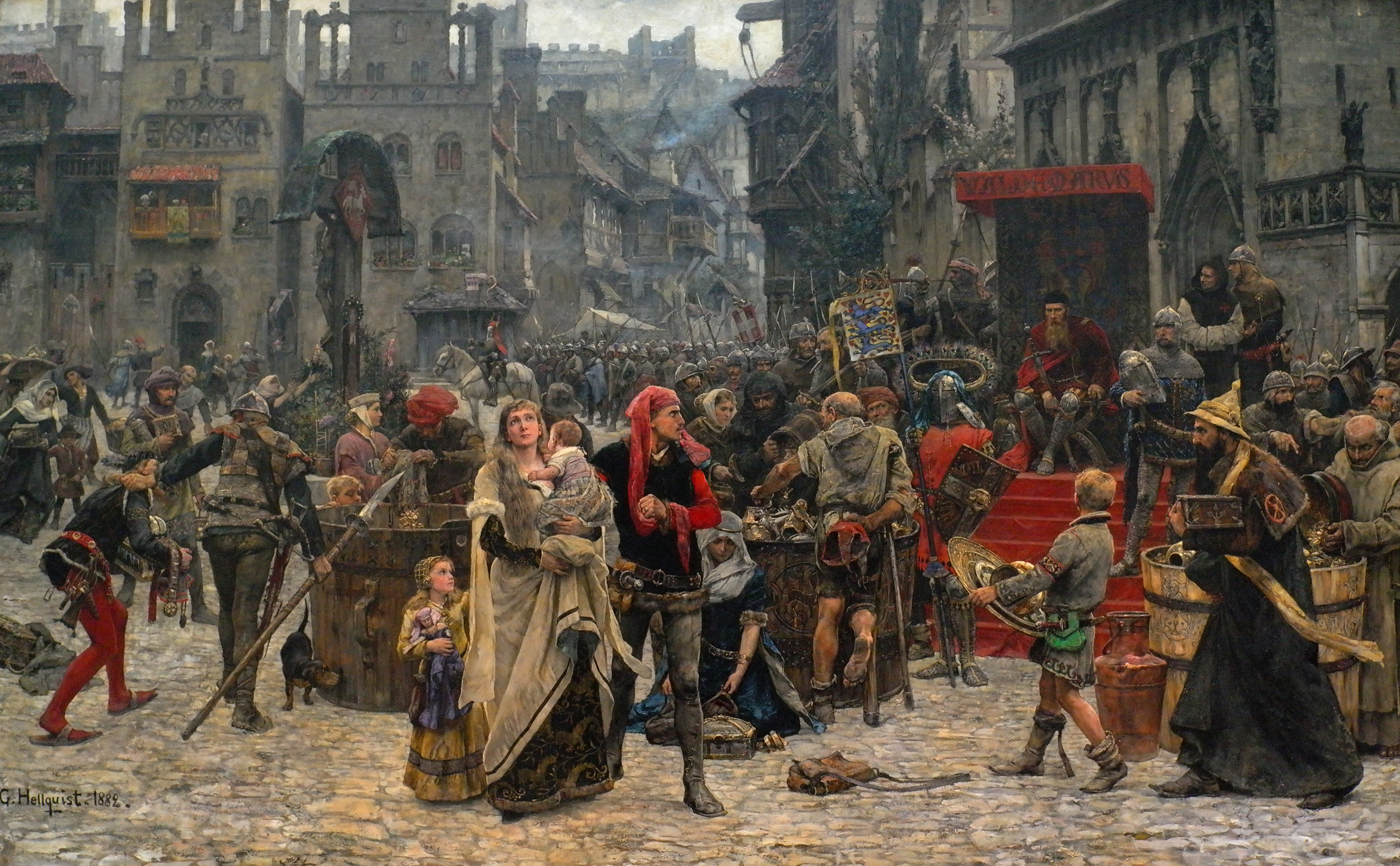
فدية فيسبي كما تخيلها كارل غوستاف هيلكفيست.

بعد المعركة المدمرة، قرر مواطنو فيسبي الاستسلام لتجنب المزيد من الخسائر. لإنقاذ المدينة من الإقالة، دفع السكان مبلغًا كبيرًا من ثرواتهم للملك فالديمار. أصبح هذا الابتزاز للمساهمات حدثًا أسطوريًا، رغم أنه لا يمكن تأكيد حدوثه، وإذا كان الأمر كذلك، فإن التفاصيل الكاملة لا تزال غير واضحة. على الرغم من الدفع، لا يزال الدنماركيون ينهبون العديد من كنائس المدينة والأديرة.
عيّن الملك فالديمار عمّالاً يحكمون فيسبي ثم أبحروا مرة أخرى. سوف يستغرق الأمر سنة أخرى قبل أن يضيف رسميًا «ملك جوتلاند» إلى ألقابه العديدة. عندما تولى ألبرت، ملك السويد، التاج السويدي، ادعى جوتلاند كجزء من مجالاته واحتفظ بالجزيرة على الأقل حتى عام 1369 ؛ وبالتالي، لم يكن من الممكن أن يكون الوجود الدنماركي هناك قويًا، لأنه عاد بسرعة وسهولة إلى التاج السويدي. سيتم التنازع على الجزيرة من قبل مجلس مكلنبورغ والتاج الدنماركي حتى عام 1376، عندما قامت الملكة مارغريت (ابنة الملك الراحل فالديمار) بالمطالبة رسميًا بالجزيرة لصالح الدنمارك.
في عام 1389 هزم الملك ألبرت في حرب أهلية، حيث ساندت الملكة مارغريت «المتمردين»، واضطر إلى التنازل عن العرش. ومع ذلك، فقد حصل على جوتلاند و «عاصمة» فيسبي، حيث بقي مع منظمة «القراصنة» تسمى الأخوة النصر. لم يكن حتى عام 1408 أن البقايا الأخيرة من منزل مكلنبورغ والقراصنة المذكورة أعلاه طردوا إلى الأبد.

## الحفريات الأثرية

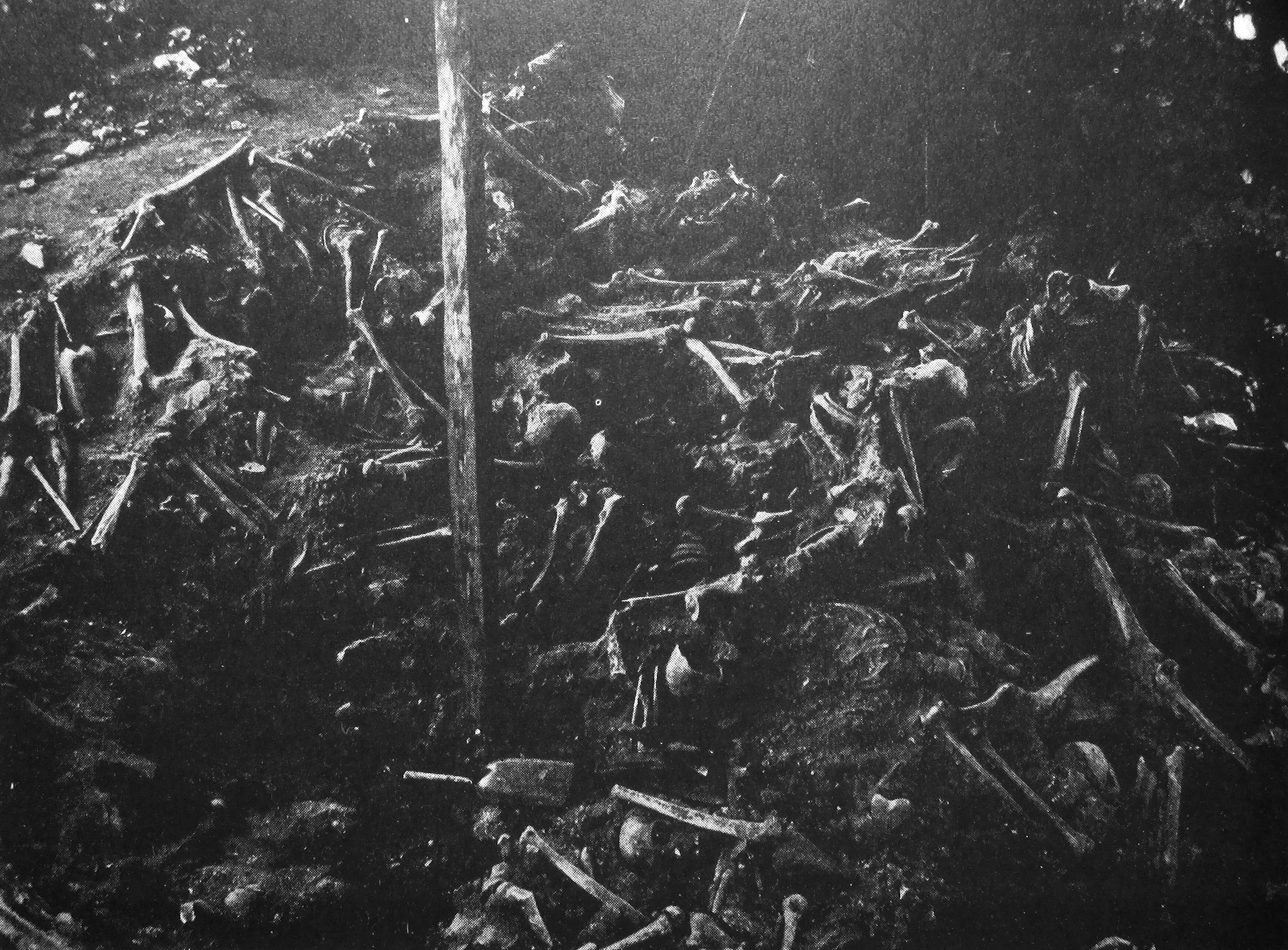
المقبرة الجماعية في كورسبيتنينغن خلال حفر 1905.

تم إجراء الحفريات الأثرية الأولى في عام 1905، بقيادة أوسكار ويلهيلم وينرستين، وباني البناء نيلز بيترسون في المكان المعروف الآن باسم كورسبيتنينغن في فيسبي، حيث تم العثور على أول مقبرة جماعية من المعركة. كشفت الحفريات أيضًا عن موقع دير سولبرجا. لقد أظهر أن ثلث جيش جوتلاندك على الأقل يتألف من القصر والمسنين. تم دفن العديد من المدافعين القتلى، على نحو غير عادي، في دروعهم. وفقًا للمؤرخ جون كيغان «... فقد هزم الطقس الحار وعددهم الكبير (حوالي 2000 جثة بعد ست مائة عام) جهود المنتصرين لتجريدهم قبل بدء التحلل». لقد أسفر موقع التنقيب عن واحدة من أكثر الوحي المخيف لمعركة القرون الوسطى المعروفة لعلماء الآثار.

## أسبوع العصور الوسطى في جوتلاند

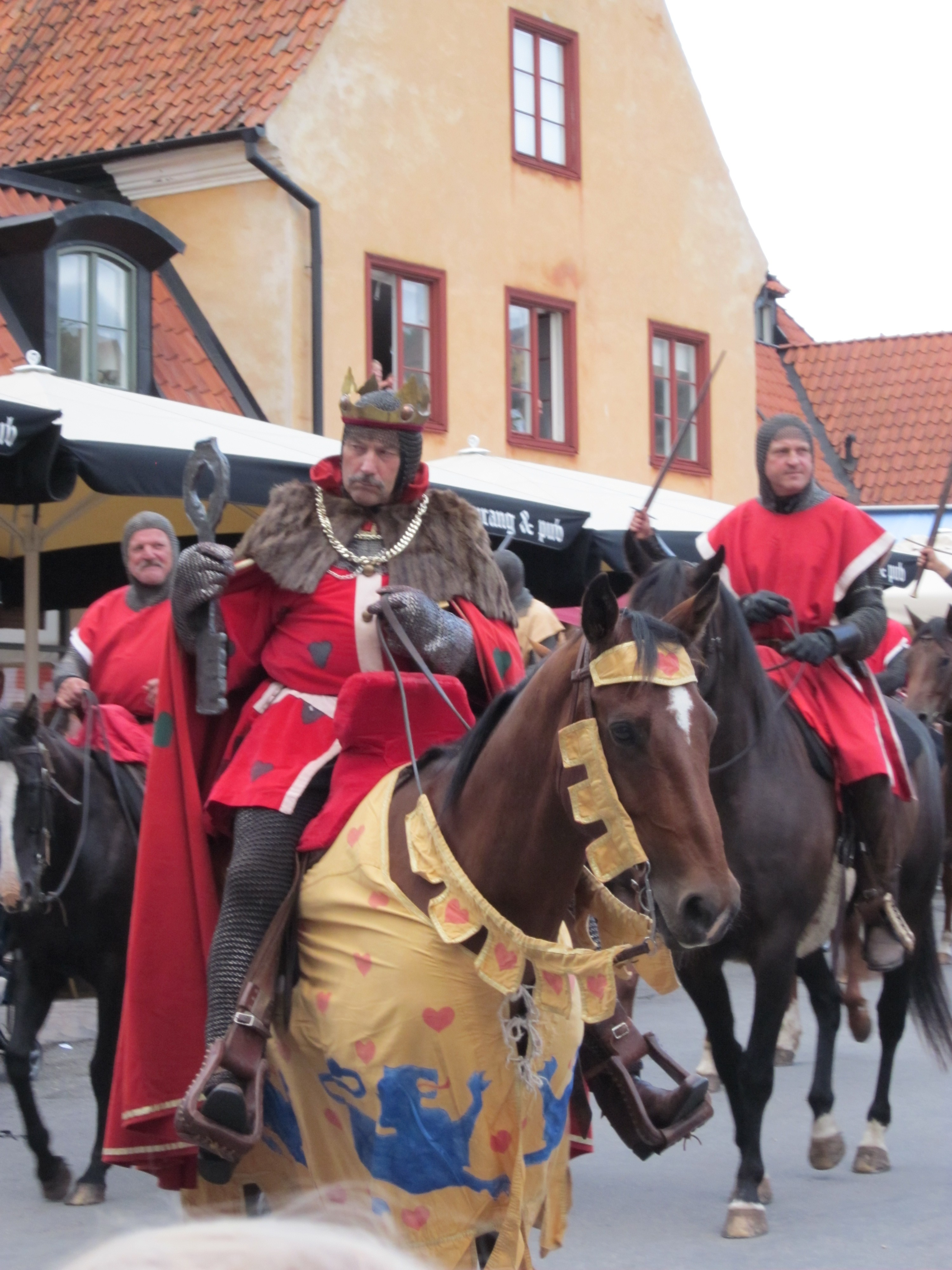
إعادة تشريع دخول الملك فلاديمير إلى فيسبي

كل عام، خلال أسبوع العصور الوسطى في جوتلاند، يتم إعادة تمثيل تاريخي للملك فلاديمير الرابع من مدخل الدنمارك وفدية فيسبي في الموقع التاريخي. منذ عام 2011، يتم إعادة تنظيم معركة فيسبي نفسها خارج سور مدينة فيسبي مع مشاركين من المجتمعات التاريخية من العديد من الدول الأوروبية والولايات المتحدة.

## روابط خارجية
- المعركة في فيسبي 1361 نسخة محفوظة 27 فبراير 2021 على موقع واي باك مشين.
- صفحة بيتر فيرويذر مع صور لجثث متقادمة.